# Аль-Мансури, Хаззаа
Хаззаа́ Али Абдан Халфан аль-Мансу́ри (араб. هَزَّاع عَلِي عَبْدان خَلْفَان ٱلْمَنْصُوْرِي‎, англ. Hazza Ali Abdan Khalfan Al Mansouri, род. 13 декабря 1983, Абу-Даби, ОАЭ) — космонавт из Объединённых Арабских Эмиратов.
Хаззаа Аль-Мансури — один из двух первых (вместе с Султаном Аль-Нейади) космонавтов Объединённых Арабских Эмиратов (ОАЭ), принявших участие в программе подготовки астронавтов, которую курируют шейхи Мохаммед ибн Рашид Аль Мактум (вице-президент и премьер-министр ОАЭ, эмир Дубая) и Мухаммад ибн Заид Аль Нахайян (наследный принц Абу-Даби и заместитель Верховного главнокомандующего Вооружёнными силами ОАЭ) в 2017 году. В рамках программы проводится подготовка команды для отправки в космос для различных научных миссий.

## Биография
Родился 13 декабря 1983 года в городе Аль-Ватба эмирата Абу-Даби (Объединённые Арабские Эмираты).
Окончил среднюю школу Ас-Сиддик в оазисе Лива региона Эд-Дафра (до 2017 года — Западный регион). В 2001 году поступил в авиационный колледж имени Халифа ибн Заид Аль Нахайяна (Khalifa bin Zayed Aviation College) и получил степень бакалавра по авиационной технике и военной авиации в 2004 году. Далее поступил на службу в Военно-воздушные силы ОАЭ.

### Воинская служба
С 2004 года служил в ВВС. Принимал участие в двухнедельных расширенных воздушных боевых учениях «Красный флаг» (Exercise Red Flag), проводимых ВВС США в штатах Невада и Аляска.
С 2016 года и до момента проведения отбора служил пилотом самолёта F-16 Block 60 в составе ВВС ОАЭ. В 2017 году принял участие в авиасалоне в Дубае 2017 года и участвовал в различных авиашоу в ряде городов ОАЭ.

## Космическая подготовка
Принял участие в начавшемся 6 декабря 2017 года первом наборе астронавтов в Объединённых Арабских Эмиратах. Был одним из девяти кандидатов, направленных на окончательное обследование в ЦПК им. Ю. А. Гагарина. 3 сентября 2018 года был назван одним из двух космонавтов, направленных на подготовку в ЦПК им. Ю. А. Гагарина, пройдя отбор из 4022 кандидатов.
4 сентября 2018 года в ЦПК им. Ю. А. Гагарина приступил к подготовке в качестве участника космического полёта на транспортном пилотируемом корабле (ТПК) «Союз МС» на Российский сегмент МКС в апреле 2019 года. Однако после аварийного запуска корабля «Союз МС-10» в октябре 2018 года полёт был перенесён на осень 2019 года.
22 октября 2018 года в твиттере Кристины Кук появилась фотография тренировки на тренажёре корабля «Союз МС». Хаззаа аль-Мансури был включён в основной экипаж вместе с Олегом Скрипочкой и Кристиной Кук.
6—7 февраля 2019 года в составе условного экипажа вместе с Султаном аль-Нейади и инструктором ЦПК Дмитрием Сухановым принял участие в тренировках по действиям после посадки в лесисто-болотистой местности зимой («зимнее выживание»).
12 апреля 2019 года Космический центр имени Мухаммеда бин Рашида (MBRSC) объявил, что выбрал Хаззаа Аль Мансури в качестве основного космонавта для восьмидневного полёта на Международную космическую станцию..
За год подготовки Х. Аль-Мансури получил более 1400 часов обучения и прошёл более 90 курсов..
Был дублёром астронавта  Аль-Нейади, Султан при подготовке к полёту миссии SpaceX Crew-6 на космическом корабле Crew Dragon, который стартовал к МКС 2 марта 2023 года.

## Космический полёт
25 сентября 2019 года в 16:57:42 мск Хаззаа аль-Мансури стартовал вместе с космонавтом Олегом Скрипочкой (командир экипажа) и бортинженером Джессикой Меир с «Гагаринского старта» космодрома Байконур в качестве участника космического полёта экипажа космического корабля «Союз МС-15» и члена экипажа посещения ЭП-19 Международной космической станции по программе космических экспедиций, позывной экипажа — «Сармат». Сближение корабля «Союз МС-15» с космической станцией и причаливание к стыковочному узлу служебного модуля «Звезда» выполнено в автоматическом режиме по четырёхвитковой схеме, стыковка корабля с МКС произошла 25 сентября 2019 года в 22:45 мск.
3 октября 2019 года в полном соответствии с расчётами службы баллистико-навигационного обеспечения Центра управления полётами ЦНИИмаш спускаемый аппарат корабля «Союз МС-12» совершил посадку в 15:00 по дубайскому времени на территории Казахстана, в 148 км юго-восточнее города Жезказган. Все три космонавта покинули аппарат и прошли медицинское обследование. Эмиратский космонавт Хазза Аль Мансури сразу после приземления позвонил семье. До полета И. Вагнера был самым молодым (по дате рождения, а не по возрасту) из слетавших в космос.
Статистика
| # | Стартовый корабль | Старт, UTC        | Экспедиция        | Корабль посадки | Посадка, UTC      | Налёт                     | Выходы в открытый космос | Время в открытом космосе |
| - | ----------------- | ----------------- | ----------------- | --------------- | ----------------- | ------------------------- | ------------------------ | ------------------------ |
| 1 | Союз МС-15        | 25.09.2019, 13:57 | Союз МС-15, ЭП-19 | Союз МС-12      | 03.10.2019, 10:59 | 07 суток 21 час 01 минута | 0                        | 0                        |

## Семья
Женат с 7 июля 2007 года. У него четверо детей: Мариам, Али, Абдулла и Мансур.